# Provinciaal Elektriciteitsbedrijf van Noord-Holland

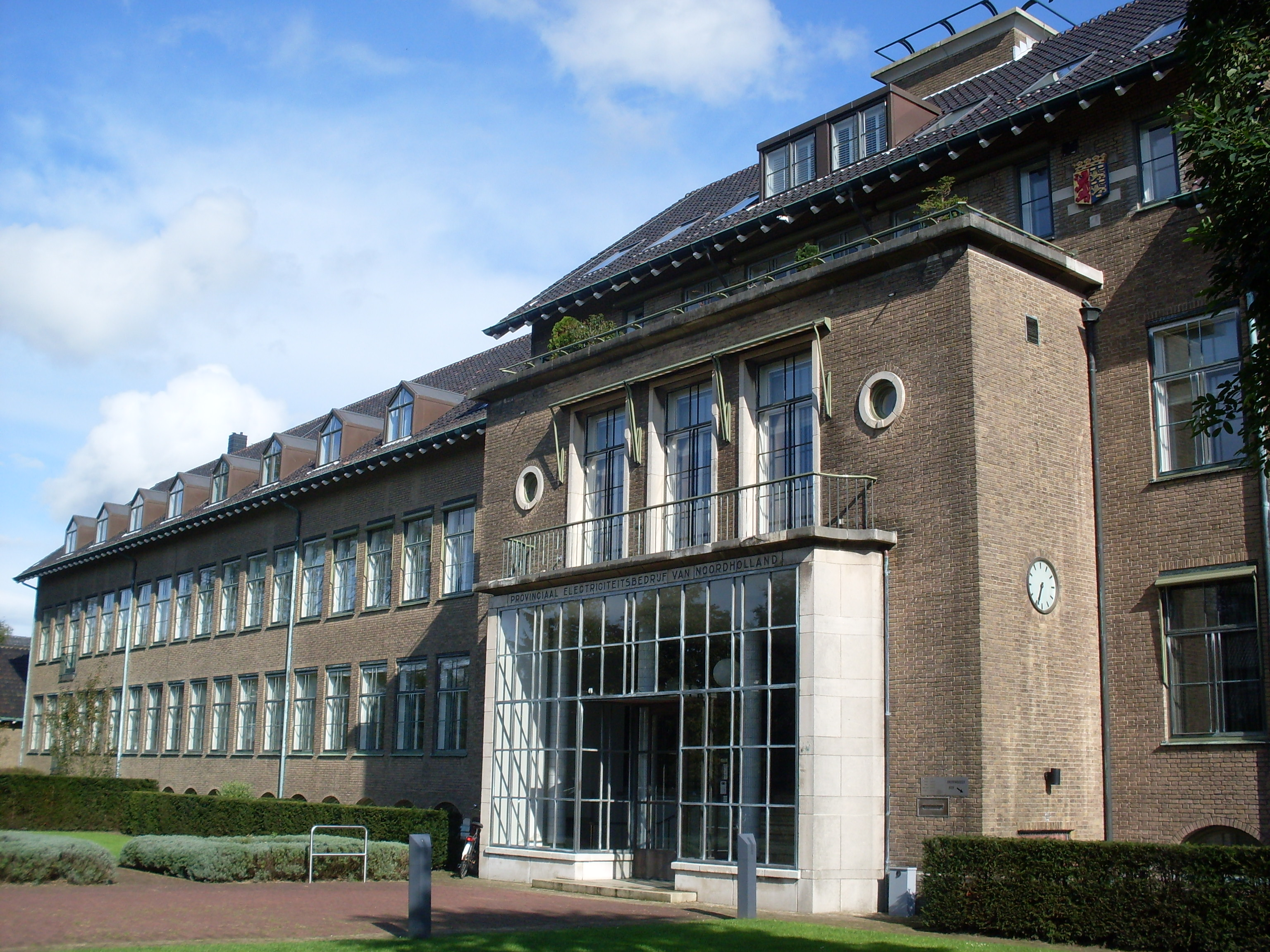
Voormalig PEN-hoofdkantoor te Bloemendaal.

Het Provinciaal Elektriciteitsbedrijf van Noord-Holland, afgekort P.E.N. of PEN was het productie- en distributiebedrijf voor elektriciteit van de Provincie Noord-Holland. Het bedrijf werd als overheidsbedrijf opgericht in 1917, en fuseerde in 1996 met vier andere energiebedrijven in Noord-Holland tot Energie Noord-West, dat later opging in NUON.

## Oprichting

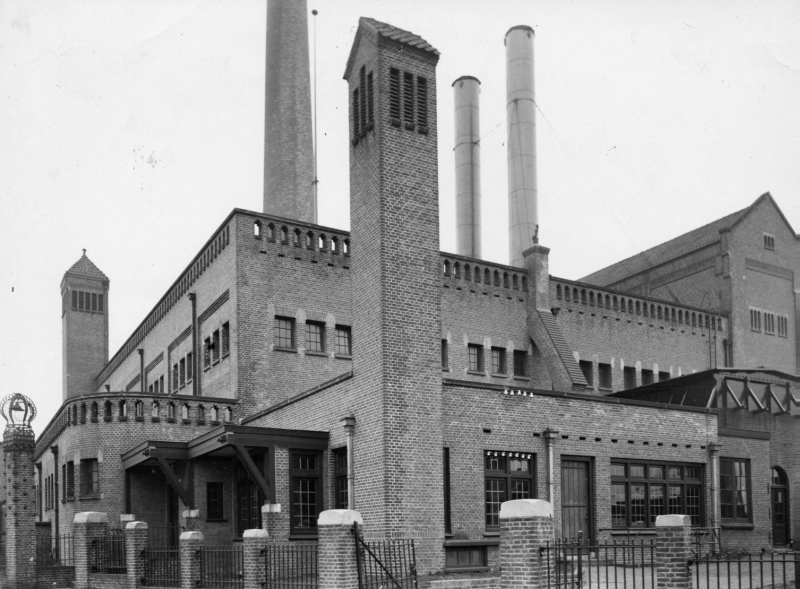
Elektriciteitscentrale van de voormalige K.E.M. te IJmuiden, ontworpen door J.B. van Loghem. Deze centrale werd overgenomen door het P.E.N., maar al in 1921 gesloten.

In 1917 werd de Kennemer Electriciteit-Maatschappij (K.E.M.), waarin de provincie al aandelen bezat, genaast, en werd een overheidsbedrijf gevormd onder de naam Provinciaal Electriciteitsbedrijf van Noord-Holland, P.E.N. Een jaar later werd ook de Hollandsche Electriciteits Maatschappij (H.E.M.), die in het Gooi actief was, overgenomen en in het P.E.N. geïntegreerd. Een toonaangevend directielid in deze periode was Johannes van Oldenburgh. Het P.E.N. kreeg een rijksconcessie voor de elektrificatie van de gehele provincie, met uitzondering van Amsterdam en Texel. Al spoedig ging het P.E.N. een samenwerking aan met de gemeentelijke energiebedrijven van Amsterdam en Haarlem, met als doel de productie te centraliseren en de leveringsgebieden te verdelen. Het GEB Amsterdam zou leveren in Amsterdam en Zaandam (en later ook in Oostzaan en Diemen), het GEB Haarlem in Haarlem en Heemstede, en het P.E.N. in de rest van de provincie. Deze Provinciale En Gemeentelijke Electriciteits Maatschappij (P.E.G.E.M.) bleek geen succes, en in 1928 kwamen de centrales weer onder het beheer van de afzonderlijke maatschappijen. De P.E.G.E.M., met een eigen centrale te Amsterdam, bleef wel bestaan en zou later de elektriciteitslevering aan de Nederlandse Spoorwegen in Noord-Holland verzorgen.

## Nieuwe centrales en elektrificatie van Noord-Holland

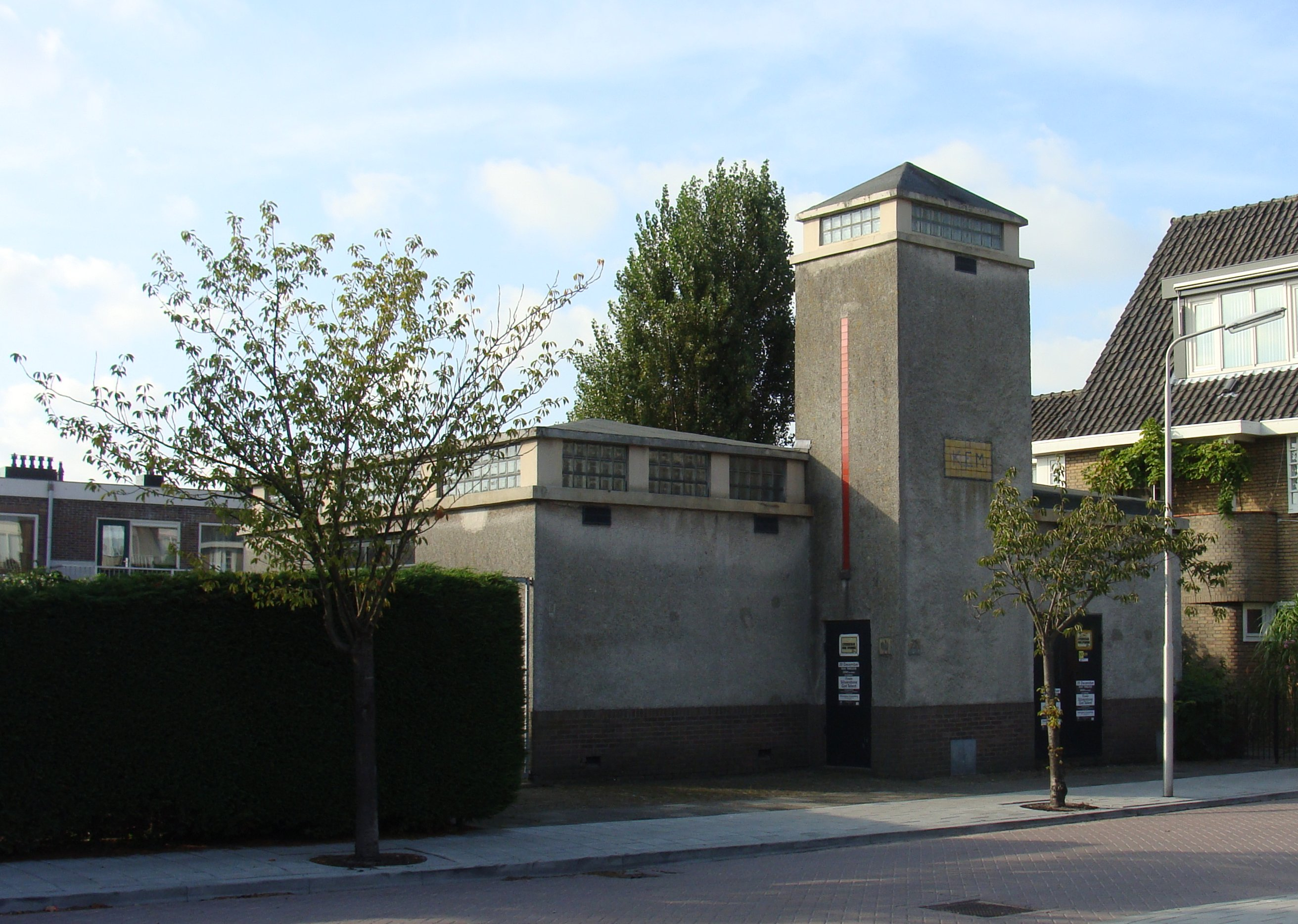
Transformatorhuisje in Halfweg. Dit rijksmonument werd in 1915 ontworpen door J.B. van Loghem.

In Velsen werd een nieuwe centrale met twee eenheden van 30 MW gebouwd (gereed in 1931), die het overtollige hoogovengas van de Koninklijke Hoogovens zou gaan verstoken. Aanvankelijk leverde het P.E.N. vooral aan de gemeentelijke netten, die zelf de distributie in beheer hadden. Het P.E.N. nam echter gaandeweg de meeste gemeentelijke netten over, mede om door concentratie van de middelen ook onrendabele aansluitingen van eindgebruikers (zoals op het platteland) tot stand te kunnen brengen. Ondertussen nam de productiecapaciteit gestaag toe door uitbreidingen van de centrale te Velsen en door de bouw van een tweede centrale aldaar. De totale levering bedroeg in 1964 ruim 2000 GWh, waarvan de Hoogovens alleen al ruim 40% voor hun rekening namen. In dat jaar was vrijwel geheel Noord-Holland geëlektrificeerd, op enkele tientallen percelen na (vooral omdat de toenmalige bewoners geen aansluiting wilden). In Diemen werd in 1970 een tweede productielocatie in gebruik genomen. De totale jaarlijkse productie bedroeg toen bijna 4000 GWh, het aantal gebruikersaansluitingen was 300.000.

## Distributie en het koppelnet

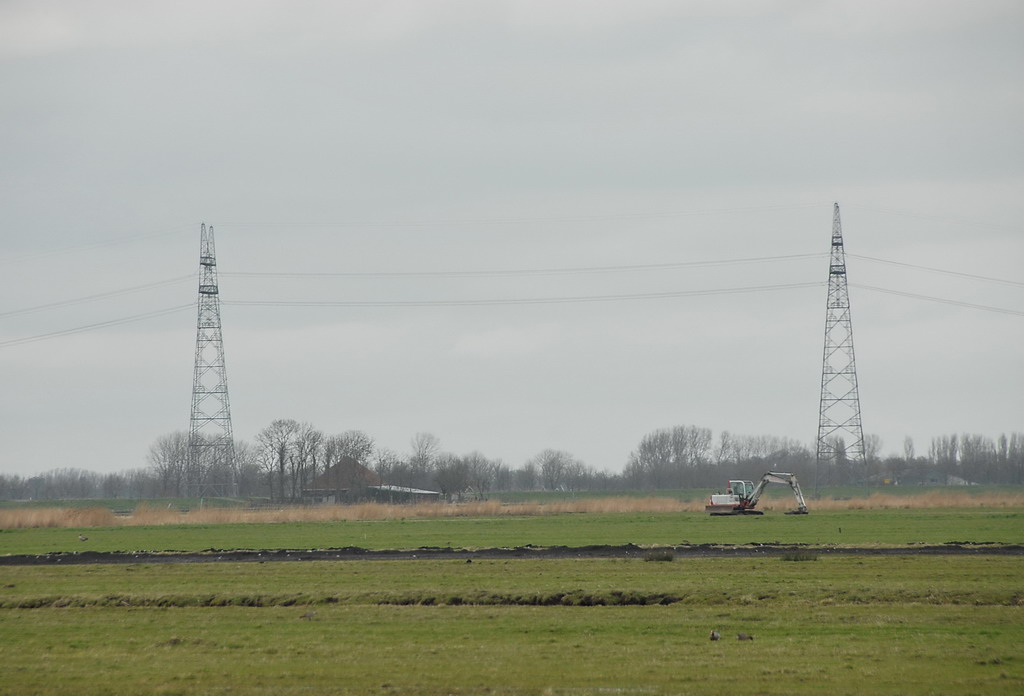
Hoogspanningsmasten bij de oversteek van het Noordhollands Kanaal nabij Jisp. Onderdeel van de verbinding Amsterdam - Oterleek, met 3 circuits van 150 kV.

Al in de jaren veertig beseften de elektriciteitsbedrijven dat onderlinge koppeling noodzakelijk was, en er werd een begin gemaakt met een landelijk koppelnet met een spanning van 150 kV. Het P.E.N. was daar sinds 1949 op aangesloten, met de verbinding Leiden-Velsen-Amsterdam.
De distributie in het eigen gebied vond tot 1961 alleen plaats met een 50 kV-net; daarna werd een 150 kV-net aangelegd dat onder andere Velsen en Amsterdam/Diemen verbond met het in de jaren 60 gebouwde 150 kV-station te Oterleek, en dat tot op heden de ruggengraat vormt voor de elektriciteitsdistributie in Noord-Holland. Vanaf eind jaren zestig bleek de capaciteit van het landelijk koppelnet onvoldoende, en werd er begonnen met een landelijk "ultra-hoogspanningsnet" van 380 kV, waarop het P.E.N. bij Diemen werd aangesloten. Een eigen 380 kV-verbinding tussen Diemen en Velsen werd ook gebouwd, maar deze is tot 2007 met 150 kV in bedrijf geweest.

## Liberalisering en fusies

Tijdlijn van de fusies en splitsingen van de verschillende provinciale, regionale en gemeentelijke energiebedrijven in Nederland, 1986–2014

Begin jaren 90 werd door regelgeving van de Europese Gemeenschap een proces van liberalisering van de energiemarkt in gang gezet. In het kader hiervan werden energiebedrijven die zowel opwekking als distributie deden, gesplitst. De distributietak van het PEN werd verzelfstandigd onder de naam PEN Energiebedrijf Noord-Holland; de productietak ging samen met de productietakken van Amsterdam (GEB) en Utrecht (PEGUS) onder de naam UNA en werd later aangekocht door Reliant Energy.
Om in de toekomst op de Europese markt te kunnen blijven concurreren, fuseerden veel van de overgebleven provinciale, regionale en gemeentelijke distributiebedrijven.
In 1994 kondigden het Energiebedrijf Amsterdam, PEN Energiebedrijf Noord-Holland, Energiebedrijf Zaanstreek-Waterland, Gasbedrijf Kop van Noord-Holland en Energiebedrijf Haarlem aan te willen fuseren, onder de naam ENECO.
Eind 1994 leek deze fusie niet door te gaan, maar in 1996 vond deze alsnog plaats, onder de naam Energie Noord-West (ENW). In 1998 ging ook het Regionaal Energiebedrijf Gooi en Vechtstreek (REGEV) hierin op. In 1999 besloten NUON (Flevoland, Friesland, Gelderland), ENW, EWR (Rijnland) en Gamog (gasdistributie, Flevoland en Gelderland) te fuseren onder de naam NUON.
Op zijn beurt kocht NUON in 2004 de Europese productiefaciliteiten van Reliant Energy weer aan, waarmee de productie- én distributiefaciliteiten van het voormalige P.E.N. weer volledig in één hand waren. In het kader van de Wet onafhankelijk netbeheer is NUON in 2008 gesplitst, en wel in een productie- en leveringsbedrijf dat onder de naam NUON verderging (nu onderdeel van Vattenfall) en een netwerkbeheerder onder de naam Liander.

## Hoofdkantoren

### Bloemendaal (1935)
In 1935 werd een nieuw hoofdkantoor betrokken te Bloemendaal. Dit gebouw was ontworpen door de architect H.T. Zwiers in een eclectische stijl. De middenpartij van de voorgevel was vrij massief en traditionalistisch, terwijl de zijvleugels en de achterzijde van het gebouw veel meer naar functionalisme neigden. Dit kantoor werd in 1999 een rijksmonument en rond 2005 werd het onder de naam Bloomingdale omgebouwd tot appartementencomplex.

### Alkmaar (1982)
Het gebouw in Bloemendaal werd in de jaren tachtig verruild voor een nieuw kantorencomplex, het PEN-dorp in Alkmaar. Dit werd, met grote inspraak van de medewerkers van PEN, ontworpen in kleinschalige structuralistische stijl door Abe Bonnema en tuinarchitect Mien Ruys. In 2021 werd aangekondigd dat dit complex gesloopt zou worden, en vervangen door een nieuwbouw-woonwijk.